# District de Châteaubriant
Le district de Châteaubriant est une ancienne division territoriale française du département de la Loire-Atlantique de 1790 à 1795.
Il était composé des cantons de Châteaubriant, Derval, Issé, Moisdon, Rougé, Saint Julien de Vouvantes et Sion.